# Nowa Wieś (gmina Krasne)
Nowa Wieś – wieś w Polsce, w województwie mazowieckim, w powiecie przasnyskim, w gminie Krasne. Leży nad Pełtą.
Do 2023 miejscowość była częścią wsi Milewo-Tabuły.
W latach 1975–1998 miejscowość administracyjnie należała do województwa ciechanowskiego.